# 李連枝
李連枝（英語：Lee Lin Chi；1902年—1986年），廣東中山人，中國內地及香港教育家，歷任佛山華英中學首位華人校長、循道學校及循道中學創校校長、聖公會諸聖中學第四任校長。

## 生平
1917年，少年時期的李連枝被父親由家鄉帶到英屬香港，入讀一所英文書館。其時他參加了書館附近某教會的青年研經班，隨後接受香港聖公會聖士提反堂李求恩牧師的洗禮，成為基督徒。1918年轉到佛山入讀英國循道公會開辦不久的寄宿學校——華英中學。
1922年考入廣州嶺南大學，修讀文學士學位和教育專科文憑，四年級時在附近的小學兼任教師。1925年上海發生五卅慘案，李連枝在廣州參加嶺大師生的示威隊伍，在鎮壓中負傷。1926年從嶺大畢業，同年秋考入美國哥倫比亞大學，但因未婚妻鄭氏的家族催婚，李連枝選擇舉行婚事，未有赴美。
1927至1928年間在嶺大附中任教師。1928年暑期返回母校華英中學參與復校籌備工作，同年秋季獲聘為校長，成為該校首位華人校長。任內積極動員參與抗戰及救災活動，又重視木工、金工等實用科目（據校史文獻，該校早期已設這類科目），獲南京國民政府教育部褒獎。後辭職赴燕京大學教育學院深造。
離開燕大後在循道公會香港教區工作，曾任英文書記，亦在一所商業印刷公司擔任經理。1951年，香港教區開辦轄下第一所小學，即循道學校，遣李連枝擔任創校校長。其後該校開設幼稚園、夜校，他都兼任校長。1958年，循道中學開辦，李連枝亦兼任創校校長。
1962年，李連枝已年屆香港補助中學退休條例所訂年齡，但被挽留至1965年才卸任循道中學校長之職，退休金均捐獻予該校作獎學金。同年轉到聖公會諸聖中學擔任校長（為其洗禮的李求恩牧師曾任該校校長及校監）。
1975年，移居美國洛杉磯。
1986年，李連枝逝世。

## 資料來源
1. 1 2 3 4 5 6 7  吳思源. . 基督教週報 (香港華人基督教聯會). 2022-03-06, (3002)  [2024-02-17]. （原始内容存档于2024-02-17）.
2. 1 2 3 4 5 6 7 8 9 10 11 12 13 14 15  李炽廉; 程智民. . 政协广东省中山市委员会文史委员会  (编). . 政协广东省中山市委员会文史委员会. 1990: 136–138 （中文（中国大陆））.
3. 1 2 3  黄任华. . 佛山市政协文史资料组  (编). . 佛山市政协文史资料组. 1984: 94–103 （中文（中国大陆））.
4. ↑  . 佛山日报. 2010-08-21: B05 （中文（中国大陆））.
5. ↑  .   [2024-06-12]. （原始内容存档于2022-03-21）.
6. 1 2  . 基督教週報 (香港華人基督教聯會). 1965-08-15, (51): 8.
7. ↑  . 華僑日報: 13. 1966-07-27  [2022-03-19].
8. ↑  . 香港工商日報. 1965-09-06: 6  [2022-04-07].